# Assalt a la fàbrica de cerveses Moritz
L'assalt a la fàbrica de cerveses Moritz fou un atracament a mà armada per part d'un grup de maquis el 22 d'agost de 1944 a la fàbrica Moritz de Barcelona, amb l'objectiu de robar diners.

## Antecedents
Procedents de França, el comandament dels guerrillers comunistes va arribar a Barcelona la primera quinzena de juny de 1944 per preparar accions de desestabilització. Al disposar pocs fons, les primeres accions havien de servir per recaptar finançament i preparar l'arribada de nous escamots.

## Estructura
Estructura de l'escamot
- Instructor polític: José Garcia Puente Peque:
- Cap militar: Manuel Lopez Herrera Verrugas
- Ajudant del cap militar: José Maria Caba Serrano Marcelino
- Cap d'informació política: José Ramón Alvarez
- Cap dels guerrillers de Barcelona: Francisco Garcia Nieto
- Cap d'armament: Vicente Badia Marin
- Cap d'acció: José Perarnau Bacardí
- Guerrillers: Leocadio Ruiz Farajo, César Somorribas Ledesa i Luis Vitini Flórez.

## L'atac
Un primer intent d'atracament, a partir de contactes amb tres delinqüents comuns fou avortat per la policia al detenir els malfactors, i van haver d'arribar els guerrillers de França a finals de juliol o principis d'agost per cometre l'acció, ja que els comandaments no entraven en acció.
El 4 d'agost, Leocadio Buiz i José Perarnau, amenaçant amb dues pistoles, van endur-se 800 pessetes de l'oficina de Pedro Peñalver Hernández. El 14 del mateix mes, Leocadio Buiz, José Perarnau, César Somorribas i Luis Vitini van entrar a la fàbrica de cervesa Moritz, situada a la Ronda de Sant Antoni amb el carrer de Casanova, i pistola en mà, es van endur al voltant de trenta mil pessetes.

## Captura, judici i condemnes
L'escamot fou detingut per la Brigada Político-Social al cap d'uns dies amb un botí de 27.500 pessetes i vuit pistoles, i va resultar ferit Vicente Badia. Posteriorment foren jutjats en consell de guerra. Foren condemnats a mort en consell de guerra i afusellats al Camp de la Bota de Barcelona el 15 d'octubre de 1944 els guerrillers Vicente Badia Marin, José Ramón Alvarez, José Perarnau Bacardí, Leocadio Ruiz Farajo, César Somorribas Ledesa i Luis Vitini Flórez. José Garcia Puente Peque, José Maria Caba Serrano Marcelino i Manuel Lopez Herrera Verrugas foren condemnats a 10 anys de presó cada un, i Francisco Garcia Nieto a trenta anys.